# Molly Morell Macalister
Molly Morell Macalister (Invercargill, 18 de mayo de 1920 - 12 de octubre de 1979) fue una escultora neozelandesa.
estudió con Francis Shurrock en el Canterbury College School of Art de 1938 a 1940.